# Bengt Malmsten
Bengt Gunnar Malmsten, född 20 mars 1922 i Borlänge, död 20 december 1996 i Stockholm, var en svensk byggnadsingenjör och olympisk skridskoåkare.

## Biografi
Malmsten tog ingenjörsexamen 1942 och var därefter anställd vid olika arkitektkontor innan han blev forskningsledare vid HSB 1947. År 1949 anställdes han vid Kooperativa förbundets arkitektkontor. Det var emellertid under sin tid som chef för Bygg AMA-verksamheten åren 1951–1957 som han började göra sig bemärkt inom byggbranschen. År 1960 grundade han det egna företaget IFB AB, och hans inflytande ökade ytterligare när han mellan 1960 och 1970 publicerade sina IFB-blad där han ifrågasatte etablerade metoder inom byggbranschen.
Utöver sitt arbete inom byggbranschen var Malmsten även en skicklig skridskoåkare, tävlande för Stockholmsklubben Södermalms IK. Under 1950-talet tog han hem åtta SM-guld på 500 meter och satte sex svenska rekord, varav tre på 500 meter och tre på 1 000 meter. Han deltog i OS i Oslo 1952 och Cortina 1956, men nådde inte samma framgång där, och hans bästa resultat var en sjundeplats på 500 meter i Cortina 1956. Ryggproblem plågade honom under stora delar av hans karriär. Efter den aktiva karriären var han tränare och lagledare inom OS-sammanhang och tränade bland andra Tomas Gustafson.

## Privatliv
Malmsten var son till byggmästaren Gunnar Malmsten och Gerda Eriksson-Görs. Han var gift med Britta Forsgren från 1946 fram till hennes bortgång 1973, och förlovad med Elise "Bobbie" Friis från 1974 till sin död. Bengt Malmsten avled i Stockholm och är begraven på Dalarö begravningsplats.